# Fekete békabogyó
A fekete békabogyó (Actaea spicata) a boglárkafélék családjába tartozó, Eurázsiában honos, erdőkben élő, mérgező növény.

## Megjelenése
A fekete békabogyó 30-70 cm magas, lágyszárú, évelő növény. Gyöktörzse rövid, fás. Szára felálló, erőteljes. Nagy, háromszögletű levelei két-háromszorosan hármasan szárnyaltak, a levélkék széle bevagdaltan fűrészes. A tőlevelek hosszú szárúak, nagyobbak, a szárlevelek szára rövid, méretük kisebb. A levelek megdörzsölve kellemetlen szagúak. 
Májustól júliusig virágzik. Virágzata fehér, sárgásfehér, szárvégi rövid fürt. Az egyes virágok kb. 1 cm szélesek, a 4-5 szirom kicsi, tövénél elkeskenyedő. Leginkább a 15-25 fehér szárú porzója feltűnő, kis tollseprűre hasonlít. Gyenge illata grapefruitra emlékeztet, kellemetlen is lehet.
Termése tojásdad, 1,2-1,4 cm hosszú, tojásdad bogyó. Színe éretlenül zöld, éretten fényes fekete. 

## Elterjedése és élőhelye
Európában és Nyugat-Ázsiában honos. 
Árnyas ligeterdőkben, szurdokerdőkben, patakpartokon található meg. Az üde, meszes, nyirkos, humuszban, tápanyagokban gazdag talajt részesíti előnyben. Közép-Európában ritkán fordul elő 1500 méternél magasabban.

## Toxicitása
Az egész növény, de főleg bogyója és magvai mérgezőek. Protoanemonin-szerű anyagot tartalmaz, amely elfogyasztva émelygést, hányást, hasmenést,nehéz légzést okoz. Irritáló is, a bőrre jutva annak kipirosodását, gyulladását, hólyagosodását idézheti elő.  

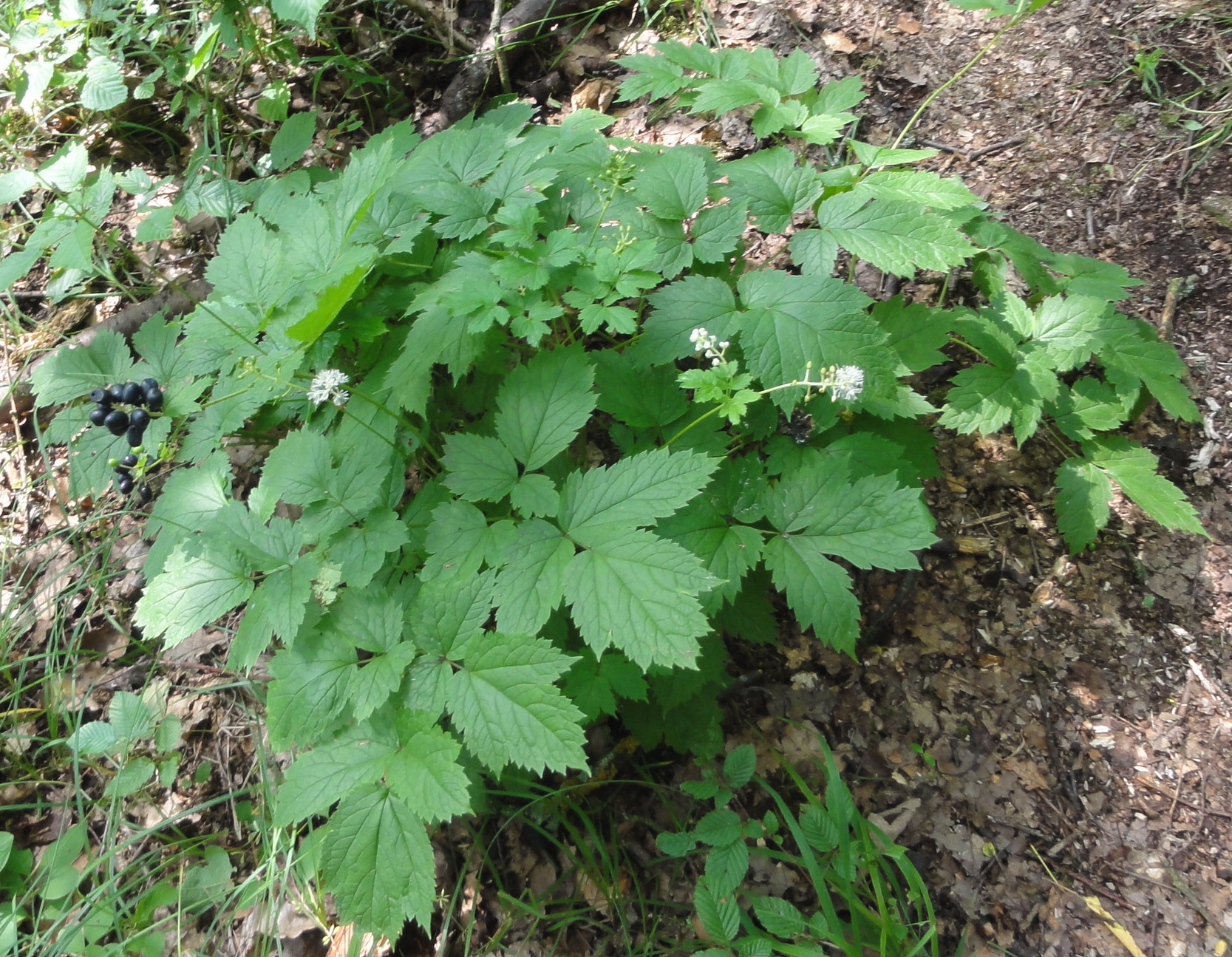
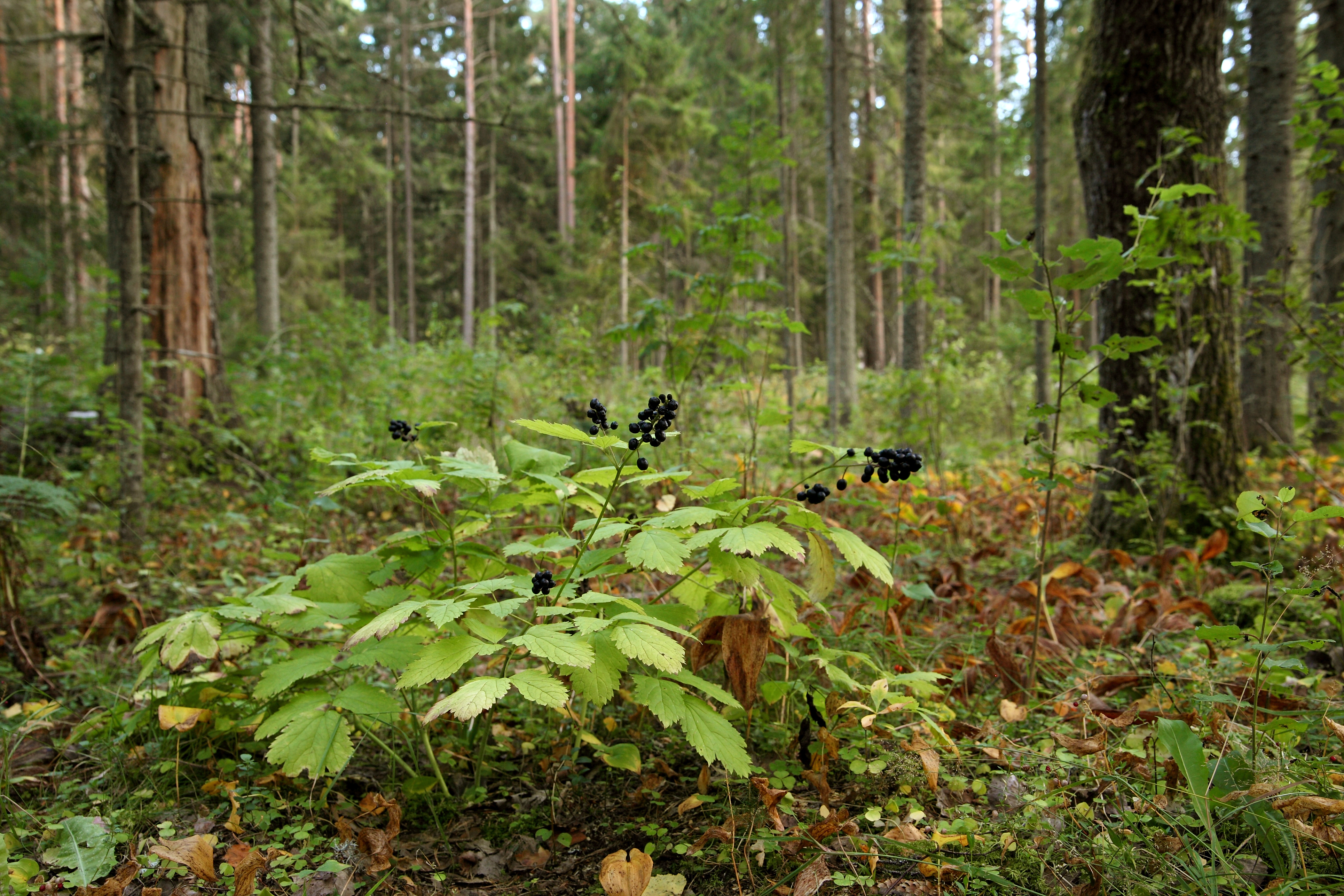
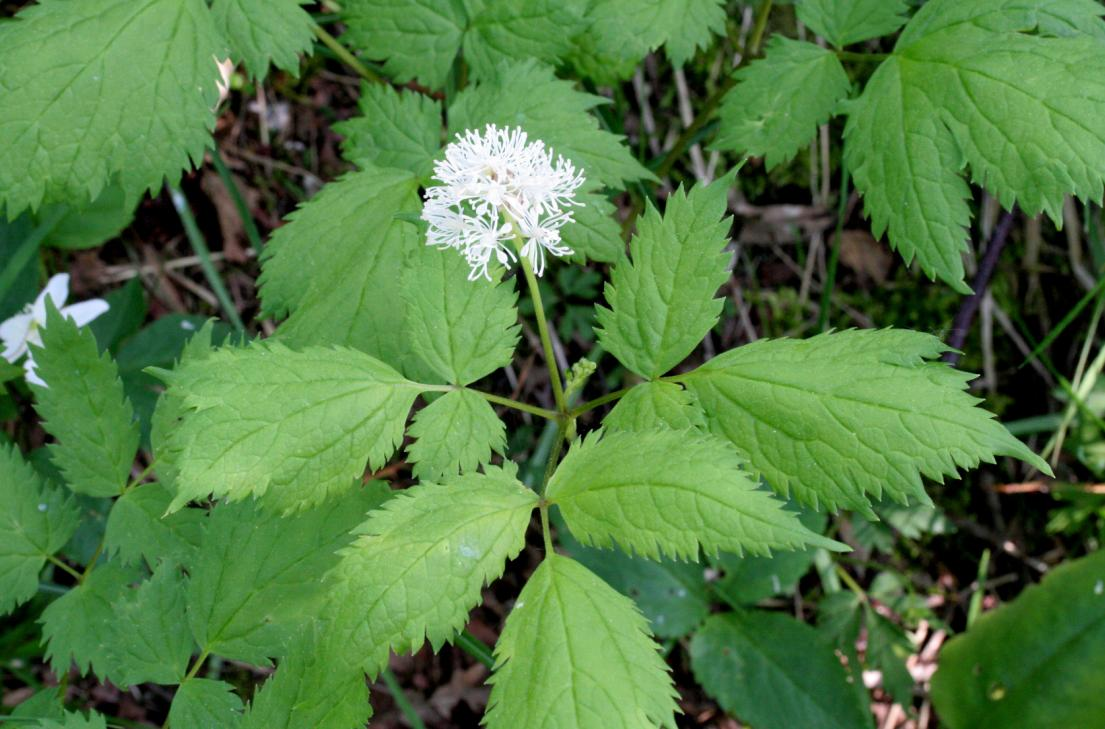
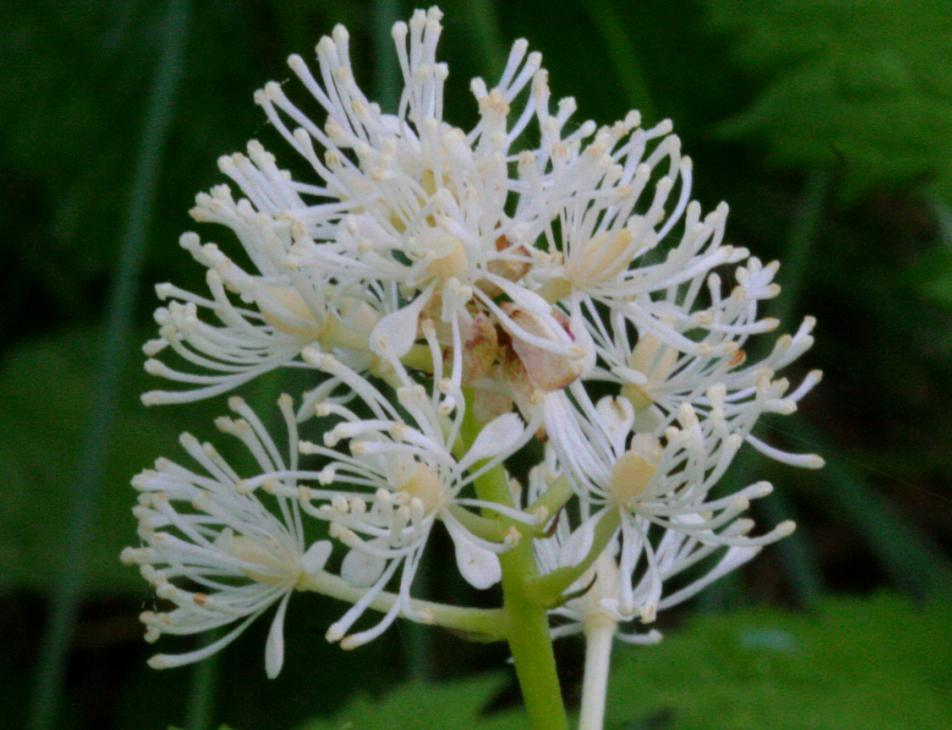
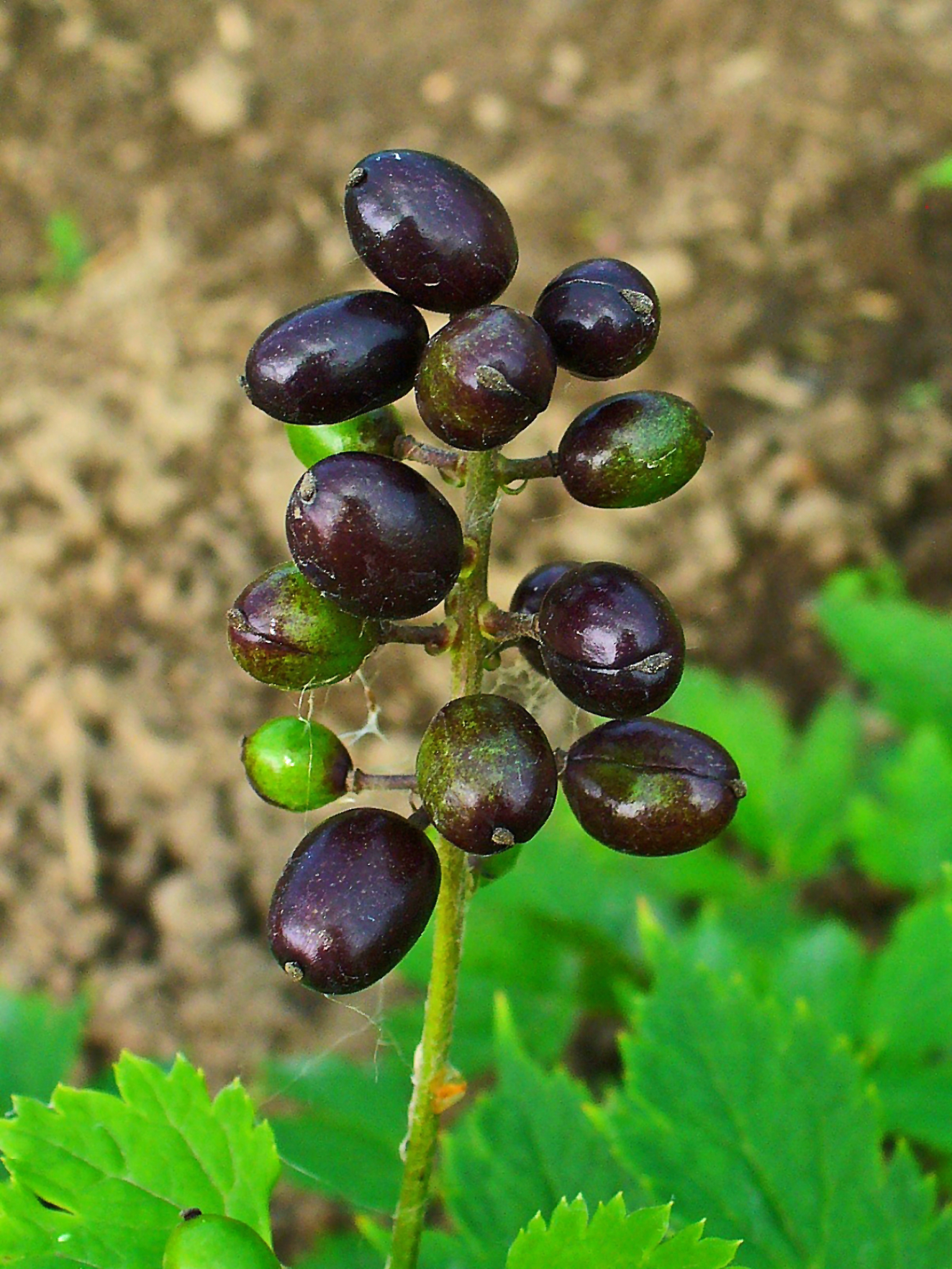